# Duncan Sandys

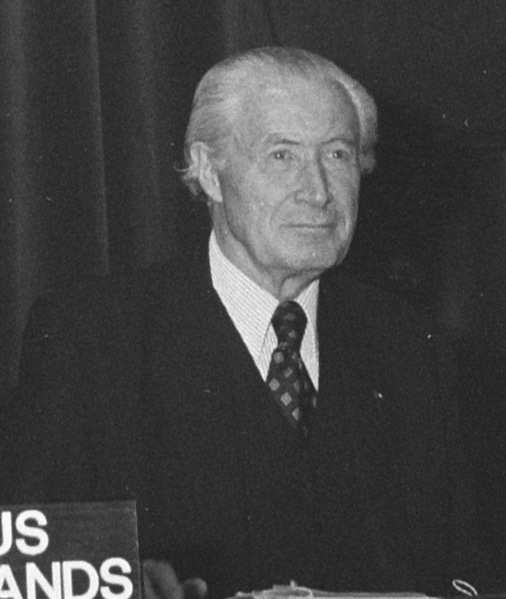
Duncan Sandys (1975)

Duncan Edwin Sandys, Baron Duncan-Sandys (gesprochen „sands“) CH PC (* 24. Januar 1908; † 26. November 1987) war ein britischer Diplomat und Politiker der Conservative Party. Er diente in einer Zeit der Entkolonialisierung als Minister in aufeinanderfolgenden konservativen Regierungen. Er setzte sich stark für die europäische Integration im heutigen Sinn ein und gilt daher bis heute als „europäischer“ Politiker. Er war der Schwiegersohn von Sir Winston Churchill.

## Leben

### Jugend und Zweiter Weltkrieg

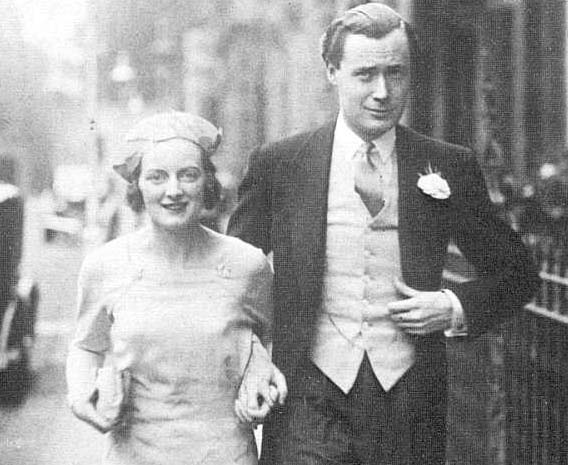
Duncan Sandys mit Gattin Diana (1935)

Sandys war der Sohn eines konservativen Mitglieds des House of Commons, wurde im Internat Eton erzogen und studierte am Magdalen College der Universität Oxford. Er trat 1930 in den diplomatischen Dienst ein und diente an der britischen Botschaft in Berlin. Er wurde 1935 Abgeordneter für Lambeth, Norwood in Süd-London. Am 16. September 1935 heiratete er Diana Churchill (1909–1963), älteste Tochter des späteren Premierministers.
Während des Zweiten Weltkriegs kämpfte er mit den britischen Expeditionseinheiten gegen die deutsche Besetzung Norwegens und wurde dabei verwundet; er litt zeitlebens unter einer Gehbehinderung. Sein Schwiegervater gab ihm daraufhin 1941 ein Regierungsamt als Finanzstaatssekretär im War Office. Von November 1944 bis Juli 1945 diente Sandys als Minister of Works in der Kriegs- und der Übergangsregierung Churchill. Er war ab 1943 auch Vorsitzender eines Ausschusses für Verteidigung gegen deutsche Flieger, Bomben und Raketen im Kriegskabinett, des sogenannten Crossbow-Komitees. Er stand als D122: Dunkan-Sendys auf der Sonderfahndungsliste G.B. des Reichssicherheitshauptamtes, d. h., er sollte im Falle einer Besetzung Englands automatisch durch die SS verhaftet werden. Bei den im Juli 1945 anberaumten Unterhauswahlen verlor er seinen Parlamentssitz und das Ministeramt.

### Nachkriegszeit

Alte Flagge der Europäischen Bewegung, entworfen von Duncan Sandys

Sandys war in Großbritannien 1947 verantwortlich für die europäische Bewegung. In diesem Jahr gründete Duncan Sandys mit Hilfe von Winston Churchill die britische nationale United Europe Movement (UEM). Der Flaggenentwurf von Duncan Sandys zeigt ein grünes (ursprünglich rotes) „E“ auf weißem Grund. Die Europaflagge wurde erstmals 1949 bei einer europäischen Wirtschaftskonferenz in London gehisst. Sie wurde abgelehnt, da einem reinen Buchstabensymbol zu wenig emotionale Bindungskraft zugeschrieben wurde. Überdies wurde sie von Spöttern – in Inversbetrachtung (weiß vor grünem Hintergrund)– als „Mister Sandys' Pants“ oder „Churchills Unterhosen“ bezeichnet. Von 1950 bis 1951 war er wieder als Abgeordneter des britischen Parlaments Mitglied der Europäischen Ratgebenden Versammlung.

### Sonstige Tätigkeiten

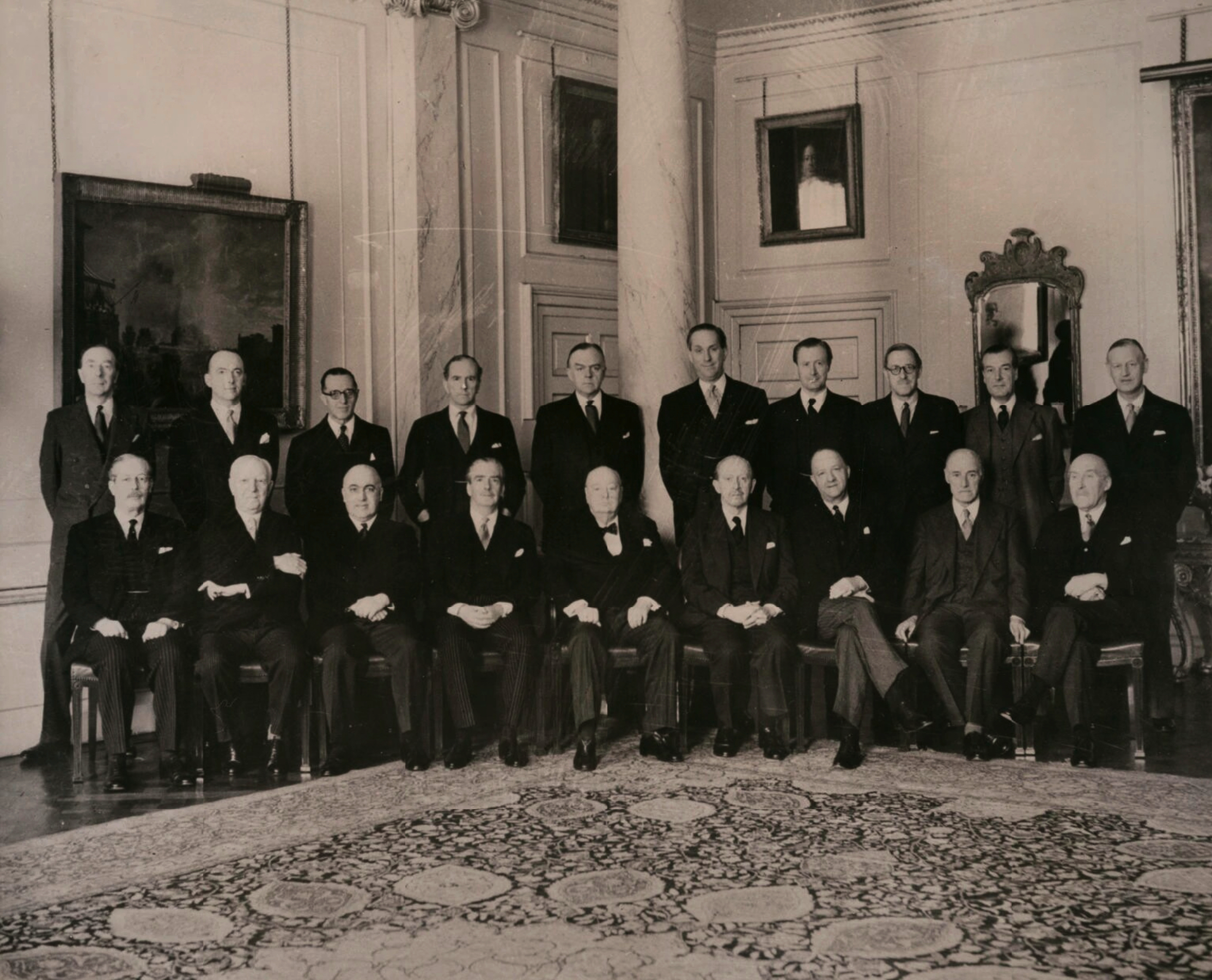
Im Kabinett Churchill 1955
stehend vierter von rechts

Nachdem die Konservativen wieder an die Regierung gekommen waren, übernahm Sandys 1951 das Ministerium für militärische Beschaffungen; sein Staatssekretär wurde Jack Charles. In seiner späteren Amtszeit als Minister für Wohnungsbau wurde der Clean Air Act, ein Gesetz zur Luftreinhaltung, verabschiedet und Sandys setzte sich für die Schaffung von Grüngürteln in den Städten ein. Er war von 1957 bis 1959 Verteidigungsminister. In dem von ihm herausgegebenen Weißbuch der Verteidigung wurde ein radikaler Umbau der Royal Air Force gefordert: An die Stelle von Kampfflugzeugen sollten moderne Lenkwaffen treten. Als Verteidigungsminister verfolgte er auch die Rationalisierung der britischen Militärflugzeug- und Maschinenbauindustrie. Von 1959 bis 1960 war er Minister für Luftfahrt. Von 1960 bis 1964 war er Minister für die Angelegenheiten des Commonwealths, ab 1962 auch für die Kolonien zuständig. In dieser Zeit verhandelte er die Entlassung mehrerer Kolonien in die Unabhängigkeit, darunter Malta und Zypern.

### Privatleben
Sandys hatte mit seiner Frau Diana Churchill drei Kinder (Julian, Edwina, Celia). 1960 ließ sich Sandys von ihr scheiden und heiratete Marie-Claire Schmitt, mit der er eine Tochter (Laura) hatte und bis zu seinem Tod verheiratet blieb. Es wurde lange darüber spekuliert, ob Sandys der headless man war, der auf einem Skandalfoto abgebildet war, das 1963 in dem viel beachteten Scheidungsprozess der schottischen Herzogin Margaret Campbell, Duchess of Argyll, eine wichtige Rolle spielte. Auf dem Foto war ein Mann gänzlich unbekleidet abgebildet, der Kopf des Mannes war dabei aber nicht zu sehen.